# The Nice Guys
The Nice Guys és una pel·lícula nord-americana d'acció, comèdia i buddy film dirigida per Shane Black, i escrita per Black i Anthony Bagarozzi. És protagonitzada per Ryan Gosling, Russell Crowe i Kim Basinger. Aquesta és la segona col·laboració entre Russell Crowe i Kim Basinger, la primera va ser en L. A. Confidential. La pel·lícula es va estrenar el 20 de maig de 2016 i a l'estat espanyol ho ha estat amb el títol Dos buenos tipos

## Argument
La pel·lícula té lloc el 1977, a la ciutat de Los Angeles, on el detectiu privat Holland March (Ryan Gosling) i l'executor contractat Jackson Healy (Russell Crowe) han de treballar junts per resoldre el cas d'una jove desapareguda (Margaret Qualley) i la mort aparentment sense cap relació d'una estrella del porno. Durant la seva recerca, descobreixen una conspiració terrible que arriba fins a les més altes esferes del poder.

## Repartiment
- Ryan Gosling: Holland March[5][6]
- Russell Crowe: Detectiu Jackson Healy[5][6]
- Margaret Qualley: Amelia[5]
- Matt Bomer[5]
- Kim Basinger[5][7]
- Keith David[5]
- Beau Knapp[5]
- Jack Kilmer com Chet[5]
- Angourie Rice[5]
- Ty Simpkins com Bobby[5]

## Producció
El juny de 2014, es va anunciar que Shane Black dirigiria un thriller de conspiració sobre un assassinat, titulat The Nice Guys, amb Russell Crowe i Ryan Gosling com a protagonistes principals i Joel Silver com a productor. Warner Bros. i New Line Cinema s'ocuparien dels drets de distribució de la pel·lícula a Amèrica del Nord. El 16 de setembre Margaret Qualley i Angourie Rice es van unir al repartiment de la pel·lícula. El 29 de setembre Matt Bomer va ser inclòs a l'elenc. El 20 d'octubre, Keith David i Beau Knapp es van afegir al repartiment per interpretar als socis d'un sicari. El 21 d'octubre, Kim Basinger es va unir a la pel·lícula per interpretar una cap de justícia amb interessos dubtosos. El 8 de novembre, BLOOM va vendre la pel·lícula als distribuïdors internacionals. El 7 de novembre, Ty Simpkins va ser inclòs en l'elenc per interpretar a Bobby, un jove, l'impactant descobriment del qual provoca que el misteri surti a la llum perquè el duo el pugui resoldre. El 13 de novembre, Jack Kilmer es va unir al repartiment per interpretar a Chet, un jove projeccionista de cinema que és un amic i confident d'Amelia, i demostra ser vital per a la recerca.

### Rodatge
El rodatge de la pel·lícula va començar el 27 d'octubre de 2014 a Atlanta i Decatur, Geòrgia. El primer i el segon dia els actors van ser vistos rodant a Castleberry Hill, el barri d'Atlanta i Decatur, on també es van filmar algunes escenes de la nit en el pont de Peters Street. El 31 d'octubre, unes escenes de la comisaria de Policia van ser filmades a Atlanta. El rodatge també va tenir lloc a Los Angeles.